# HD 80613
HD 80613，又名BD+15 2027，SAO 98517、HR 3711，是一颗恒星，视星等为6.53，位于銀經215.29，銀緯40，其B1900.0坐标为赤經9h 15m 44.1s，赤緯+15° 40′ 45″。